# Thal-Marmoutier
Thal-Marmoutier település Franciaországban, Bas-Rhin megyében. Lakosainak száma 831 fő (2022. január 1.). Thal-Marmoutier Haegen, Marmoutier és Reinhardsmunster községekkel határos.

## Népesség
A település népessége az elmúlt években az alábbi módon változott:
| Lakosok száma | 783  | 792  | 804  | 777  | 794  | 811  | 828  | 829  | 831  |
|               | 2013 | 2015 | 2016 | 2017 | 2018 | 2019 | 2020 | 2021 | 2022 |